# Brock (Nebraska)
Brock é uma vila localizada no estado americano de Nebraska, no Condado de Nemaha.

## Demografia
Segundo o censo americano de 2000, a sua população era de 162 habitantes. 
Em 2006, foi estimada uma população de 149, um decréscimo de 13 (-8.0%).

## Geografia
De acordo com o United States Census Bureau, a localidade tem uma área de 0,8 km², sem área coberta por água. Brock localiza-se a aproximadamente 294 m acima do nível do mar.

## Localidades na vizinhança
O diagrama seguinte representa as localidades num raio de 16 km ao redor de Brock. 